# Prickly Pear Island
Prickly Pear Island ist eine Insel vor der Nordküste der Karibikinsel Antigua des Staates Antigua und Barbuda.

## Lage und Landschaft
Prickly Pear Island liegt, nur wenige hundert Meter vor der Küste von Hodges Bay (Cedar Grove), vor der Nordspitze von Antigua. Verwaltungsmäßig gehört sie zum Saint George’s Parish. Sie wird häufig für touristische Ausflüge besucht.